# Assedio di Capua (1734)
L'assedio di Capua fu l'ultima battaglia della conquista borbonica delle Due Sicilie nel territorio italiano. Gli austriaci, asserragliatisi a Capua sotto il comando del Traun, resistettero per sette mesi alle truppe franco-spagnole, alzando bandiera bianca solo il 30 novembre 1734 e soltanto dopo che gli avversari garantirono di tributargli tutti gli onori militari e di scortarli fino ai porti dell'Adriatico. La causa della resa non fu soltanto l'assottigliarsi di viveri e munizioni, ma anche la sempre maggior difficoltà a compiere efficaci sortite esterne e la sopravvenuta impossibilità a ricevere rinforzi imperiali.